# Čichavec tmavohnědý
Čichavec tmavohnědý (Sphaerichthys osphromenoides) je drobná sladkovodní paprskoploutvá ryba z podřádu labyrintky (Anabantoidei) a čeledi guramovití (Osphronemidae). Pochází z černých vod Malajsie a Indonésie.

## Chov v akváriu
Čichavce tmavohnědé je vhodné chovat samostatně nebo ve společnosti drobných a mírných druhů s podobnými nároky. Vhodnými společníky jsou například drobné razborky rodů Trigonostigma a Boraras.